# 반류마루
반류마루(蟠竜丸)는 에도 시대 막부 말기, 막부가 소유하고 있던 군함 중 하나이다. 또한 일본 해군 최초의 군함이다. 원래는 영국 왕실 요트로 빅토리아 여왕으로부터 에도 막부에게 증정되었다. 목조 스쿠너형 증기선으로 길이 23칸(약 41.8m), 폭 3칸(약 5.45m), 깊이 1부 7척 (약 3.23m), 배수량 370톤. 반류, 반류함, 이후 라이덴마루가 되었다.

## 개요
1858년 안세이 5년 7월 4일, 영일수호통상조약을 체결하기 위해 일본을 방문한 영국 사절 엘긴 백작 제임스 브루스로 하여금 빅토리아 여왕의 이름으로 막부에 기증되었다. 균형잡힌 아름다운 모습으로 진수되었을 당시 미국의 신문에 일러스트로 소개되고 있다. 작고, 빠른 유람선이면서도 구조가 견고하여 막부는 이 배를 포함으로 사용하기 위해 막부 해군에 편입했다.
원래 로얄 요트(왕실의 유람선)이기 때문에 인테리어는 놀라울 정도로 호화찬란하였으며, 계단 난간에는 조각으로 꾸며졌고, 한쪽을 채운 거울도 설치되어 있었다. 거울을 눈치 채지 못하고 부딪힌 막부 관리도 있었던 것으로 기록되어 있지만, 이 거울은 하코다테 전쟁의 마츠마에 공략시, 포대의 포격으로 파괴되었다. 충분한 손질되기 못했기 때문에 하코다테 전쟁 시절에는 내장 외장 모두 미관이 손상되어 있었다는 기록이 있다. 다른 함선이 아직 조잡한 함선 건조로 의해 종종 좌초되거나 접촉 등의 문제를 기록하고 있는 반면, 반류마루에는 그러한 종류의 기록은 없다.
1868년 게이오 4년 4월 11일 에도 성 무혈 개성을 한 이후 신정부 군에게 양도가 약속되어 있었다. 그러나 해군 부총재, 에노모토 다케아키가 기상 불량 등을 이유로 이를 연기한 후에 결국 인도를 거부했다. 도쿠가와 요시노부를 슨푸번에 이송할 때의 태운 함선으로 사용한 후, 8월 19일 자정 (20일)에는 마쓰오카 바키치를 함장으로 카이요마루, 가이텐마루, 신소쿠마루, 간린마루 등과 함께 막부 해군이 정박하고 있던 시나가와 해역을 탈출했다. 그 때 태풍에 휘말려 침몰직전이 되었지만, 1개월만에 에노모토 해군과 합류하였다. 에조치에 건너가 하코다테 전쟁에서는 에노모토(하코다테 정부) 해군의 주력함이 되었다. 영국이 기증했을 때 엠퍼러(Emperor, 기증 당시 일본의 수장은 황제가 아니라 쇼군으로 인식되고 있었기 때문에 장군을 지칭)로 명명하고 있음에서 알 수 있듯이, 쇼군용 유람 요트로 기증되었다고 생각되지만, 세상이 그것을 허락하지 않았다. 아이러니하게도, 군함에 통합되어 실제로 쇼군이 첫 좌승한 것이 대정봉환 이후 슨푸번에 이송되었을 때였다.
일련의 하코다테 전쟁은 적아 쌍방의 문서에 마쓰오카 바키치 함장의 능란한 조함 능력과 냉정한 지휘만이 기록되어 있다. 함포 사격으로 마쓰마에성을 공격하여 엄호한 이후, 1869년 메이지 2년 3월 25일 미야코 만 해전에서는 폭풍우를 만나 요함과 헤어졌을 때에 만날 약속했던 하치노헤 항에서 대기하고 있었기 때문에 참전에는 이르지 못했다. 이 폭풍우 때도 “함장 마쓰오카 바키치는 배를 조정하는 명수로 로프 하나 손상되지 않았다”고 타고 있던 하야시 다다스가 남긴 바 있다. 이 귀로에서 신정부 군의 철갑함의 추격을 받았다. 기관 능력의 차이로 인한 속도차 때문에 도주가 불가능하다고 판단하고 맞장 공격을 하겠다고 전투 준비를 했지만, 철갑선의 사정거리에 들어간 순간에 순풍이 불기 시작하여 추격을 뿌리치고 하코다테로 돌아올 수 있었다.
같은 해 5월 11일의 하코다테 총공격(하코다테 해전)에서 벤텐 다이바와 기관 고장으로 움직일 수 없는 떠 있는 포대가 된 가이텐마루의 원호를 받으며 신정부 군 함대와 응전을 벌인다. 새 정부 군함 초요마루의 화약고에 작렬탄을 명중시켜 초요마루는 대폭발을 일으켜 2분만에 굉침된다. 이것은 구 막부군의 사기를 단번에 향상시켰다. 그후 반류마루는 신정부군의 집중 포화를 맞았다. 응전을 계속했지만, 오후가 되면서 탄약이 완전히 소진되었기 때문에 부득이 퇴함을 결정했고, 벤텐 다이바 아래까지 물러나 얕은 물에 좌초시켰다. 승무원은 기관을 파괴 후 (함장 마쓰오카 바키치가 ‘나중에 사용할 수도 있을 것’이라고 방화를 금지했기 때문에 불태우지는 않음), 벤텐 다이바 근처에 도착, 적지 한 가운데를 가로질러 오다이바로 들어갔다. 이날 신정부군의 손에 반류마루는 방화를 당했지만, 화재는 돛대를 태우는 정도에 그쳤고, 선체는 대부분 타지 않았으며, 그 중간 돛대가 부러지면서 균형을 잃고 전복되면서 진화되었다.
그 후 영국인에 의해 선체가 인양되어, 상하이에서 수리된다. 이때 돛대의 수가 3개에서 2개로 변경되고, 갑판에 큰 선실이 만들어지는 등 선체 상부가 거의 새로 만들어질 정도로 대규모 리노베이션을 하여 왕년의 우아한 모습은 잃어버렸고, 모양이 크게 달라졌다. 1873년에 개척사로 구입한 ‘라이덴마루’(雷電丸)로 이름을 바꾼다. 1877년, 일본 해군의 군함이 되어 ‘라이덴 함’으로 개명하고 요코스카에 배치되었다.
사와 다로 우에자몬(澤太郎左衛門)의 아들 사와 칸노조(澤鑑之丞)도 연습선을 타고 선원 한 번 암초에 충돌했지만, 암초가 손상되고 함은 무사했다고 그 견고함을 말하고 있다. 1894년에 발행한 일본 제국 군함첩에 따르면, 이때의 제원은 배수량 370톤, 수선 간 길이 41.472m, 폭 6.960m, 흘수 2.896m였다고 한다.
1888년 1월 28일에 폐함처리되었고, 고치현에 무상으로 불하되어 포경선이 되었다. 그 이후에는 아이 기선 회사에서 매입하여 상선으로 사용하다가 1897년 오사카 기즈 조선소에서 해체되었다. 해체시 기무라 카이슈가 그 나무토막을 받아 반류(蟠龍)라고 써서 장식을 했다.

## 같이 보기
- 막부 해군